# Krisztián Vida
Krisztián Vida (Nagykanizsa, 8 luglio 1983) è un astronomo ungherese.
Il Minor Planet Center gli accredita la scoperta dell'asteroide 541776 Oláhkatalin effettuata il 7 novembre 2011 in collaborazione con Krisztián Sárneczky.